# Inchelium
Inchelium az Amerikai Egyesült Államok északnyugati részén, Washington állam Ferry megyéjében elhelyezkedő statisztikai település. A 2010. évi népszámlálási adatok alapján 409 lakosa van.
A település postahivatala 1910 óta működik. Incheliumot 1940-ben, a Grand Coulee-gát építésekor költöztették jelenlegi helyére a Columbia folyó partja mellől.

## Éghajlat
A település éghajlata nedves kontinentális (a Köppen-skála szerint Dsb).
| Hónap                         | Jan.  | Feb.  | Már.  | Ápr.  | Máj. | Jún. | Júl. | Aug. | Szep. | Okt.  | Nov.  | Dec.  | Év    |
| ----------------------------- | ----- | ----- | ----- | ----- | ---- | ---- | ---- | ---- | ----- | ----- | ----- | ----- | ----- |
| Rekord max. hőmérséklet (°C)  | 13,9  | 16,7  | 26,1  | 32,8  | 37,8 | 42,2 | 41,7 | 43,3 | 40,0  | 33,3  | 20,6  | 20,0  | 43,3  |
| Átlagos max. hőmérséklet (°C) | 1,1   | 5,0   | 10,6  | 15,6  | 20,6 | 24,4 | 29,4 | 30,0 | 24,4  | 15,0  | 5,0   | 0,0   | 15,1  |
| Átlagos min. hőmérséklet (°C) | −6,7  | −6,1  | −2,8  | 0,0   | 3,9  | 7,2  | 8,9  | 7,8  | 3,3   | −1,1  | −3,3  | −7,8  | 0,3   |
| Rekord min. hőmérséklet (°C)  | −38,9 | −38,9 | −28,9 | −11,1 | −8,9 | −3,3 | −3,9 | −1,7 | −11,1 | −16,7 | −28,3 | −36,1 | −38,9 |
| Átl. csapadékmennyiség (mm)   | 56    | 45    | 53    | 42    | 50   | 45   | 27   | 20   | 21    | 30    | 71    | 65    | 525   |
| Forrás: The Weather Channel   |       |       |       |       |      |      |      |      |       |       |       |       |       |

## Népesség
A 2010-es népszámláláskor  409 lakója, 157 háztartása és 103 családja volt. A népsűrűség 6 fő/km2. A lakóegységek száma 175, sűrűségük 2,6 db/km2. A lakosok 14,2%-a fehér,  78,5%-a indián,  0,2%-a a Csendes-óceáni szigetekről származik, 1,5%-a egyéb, 5,6%-a pedig kettő vagy több etnikumú. A spanyol vagy latino származásúak aránya 5,1% (5,1% mexikói,   )
A háztartások 25,5%-ában élt 18 évnél fiatalabb. 33,1% házas, 18,5% egyedülálló nő, 14% egyedülálló férfi, 34,4% pedig nem család. 28,7% egyedül élt; 10,8%-uk 65 éves vagy idősebb. Egy háztartásban átlagosan 2,61 személy élt; a családok átlagmérete 3,14 fő.
A medián életkor 37,7 év volt. Lakóinak 27,4%-a 18 évesnél fiatalabb, 5,4% 18 és 24 év közötti, 23,6%-uk 25 és 44 év közötti, 27,3%-uk 45 és 64 év közötti, 14,9%-uk pedig 65 éves vagy idősebb. A lakosok 53,1%-a férfi, 46,9%-a pedig nő.

## Fordítás
Ez a szócikk részben vagy egészben  az   Inchelium, Washington című angol Wikipédia-szócikk ezen változatának fordításán alapul.  Az eredeti cikk szerkesztőit annak laptörténete sorolja fel. Ez a jelzés csupán a megfogalmazás eredetét és a szerzői jogokat jelzi, nem szolgál a cikkben szereplő információk forrásmegjelöléseként.